# TBR225
TBR225 là giống lúa thuần chất lượng ở Việt Nam, được lai tạo, chọn lọc từ tổ hợp lai hai giống lúa K2 và TBR27 có nguồn gốc từ Trung Quốc.